# Kurt Block
Kurt Block (ur. 19 maja 1890 w Gdańsku, zm. w lipcu 1945 w Gdańsku) – gdański spedytor oraz hiszpański i meksykański urzędnik konsularny.

## Życiorys
Absolwent Seminarium Języków Orientalnych (Seminar für Orientalische Sprachen) na Uniwersytecie Fryderyka Wilhelma w Berlinie (1913). Pełnił służbę wojskową, w której uzyskał stopień podporucznika (1907), jako porucznik uczestniczył w działaniach wojennych w Kamerunie (1914-1916), był internowany w Saragossie (1916), uzyskał stopień kapitana (1919), został zwolniony do cywila w 1926. Wykonywał zawód spedytora, był prokurentem w firmie Bergtrans w Gdańsku, oraz powierzono mu funkcje konsula Meksyku (1925-1939) i Hiszpanii w Gdańsku (1929-1940). Pochowany na terenie obecnego Parku Grodzisko w Gdańsku. 